# Metoda Broydena

## Zastosowanie
Procedura Broydena znajduje przybliżone wartości składowych rozwiązania układu n równań nieliniowych postaci
{\displaystyle f_{k}(x_{1},x_{2},\dots ,x_{n})=0,\quad k=1,2,\dots ,n.}

## Opis metody
W algorytmie Broydena najpierw dla danego (z góry) początkowego przybliżenia rozwiązania {\displaystyle x^{(0)}=(x_{1}^{(0)},x_{2}^{(0)},\dots ,x_{n}^{(0)})^{T}} wyznacza się macierz
{\displaystyle A_{0}^{-1}=[Df(x^{(0)})]^{-1},}
gdzie Df jest macierzą Jacobiego w postaci
{\displaystyle Df(x)={\begin{bmatrix}{\frac {\partial f_{1}(x)}{\partial x_{1}}}&{\frac {\partial f_{1}(x)}{\partial x_{2}}}&\cdots &{\frac {\partial f_{1}(x)}{\partial x_{n}}}\\{\frac {\partial f_{2}(x)}{\partial x_{1}}}&{\frac {\partial f_{2}(x)}{\partial x_{2}}}&\cdots &{\frac {\partial f_{2}(x)}{\partial x_{n}}}\\\vdots &\vdots &\cdots &\vdots \\{\frac {\partial f_{n}(x)}{\partial x_{1}}}&{\frac {\partial f_{n}(x)}{\partial x_{2}}}&\cdots &{\frac {\partial f_{n}(x)}{\partial x_{n}}}\end{bmatrix}}.}
Następnie wyznacza się przybliżenie {\displaystyle x^{(1)}=(x_{1}^{(1)},x_{2}^{(1)},\dots ,x_{n}^{(1)})^{T}} na podstawie wzoru
{\displaystyle x^{(1)}=x^{(0)}-A_{0}^{-1}f(x^{(0)}),}
gdzie {\displaystyle f(x)=(f_{1}(x),f_{2}(x),\dots ,f_{n}(x))^{T}.}
Kolejne przybliżenia rozwiązania zadanego układu równań oblicza się z zależności
{\displaystyle x^{(i+1)}=x^{(i)}-A_{i}^{-1}f(x^{(i)}),}
przy czym macierz {\displaystyle A_{i}^{-1}} wyznacza się na podstawie znajomości macierzy {\displaystyle A_{i-1}^{-1}} i dwóch poprzednich przybliżeń rozwiązania
{\displaystyle A_{i}^{-1}=A_{i-1}^{-1}+{\frac {(s_{i}-A_{i-1}^{-1}y_{i})s_{i}^{T}A_{i-1}^{-1}}{s_{i}^{T}A_{i-1}^{-1}y_{i}}},}
gdzie:
{\displaystyle y_{i}=f(x^{(i)})-f(x^{(i-1)}),} {\displaystyle s_{i}=x^{(i)}-x^{(i-1)}.}
Algorytm kończy się, gdy
{\displaystyle \|A_{i}^{-1}f(x^{(i)})\|<t,}
gdzie {\displaystyle \|\|} oznacza normę euklidesową, a {\displaystyle t} – zadaną tolerancję błędu, lub gdy zostanie przekroczona maksymalna dozwolona liczba iteracji.

### Metoda alternatywna
Można również skorzystać ze wzoru wykorzystującego iloczyn Kroneckera i iloczyn skalarny ({\displaystyle \otimes } i {\displaystyle \cdot }).
wybieramy wektor startowy {\displaystyle x_{(0)}}
{\displaystyle A_{0}=Df(x^{(0)})} – macierz Jacobiego
{\displaystyle s^{(0)}=-A_{0}^{-1}f(x^{(0)})}
{\displaystyle x^{(1)}=x^{(0)}+s^{(0)}}
{\displaystyle i=0}
powtarzaj aż {\displaystyle s^{(i)}} będzie miało wystarczająco małą normę:
{\displaystyle t^{(i)}=A_{i}^{-1}f(x^{(i+1)})}
{\displaystyle q_{i}=s^{(i)}\cdot (s^{(i)}+t^{(i)})}
{\displaystyle A_{i+1}^{-1}=A_{i}^{-1}-{\frac {1}{q_{i}}}(t^{(i)}\otimes s^{(i)})A_{i}^{-1}}
{\displaystyle i=i+1}
{\displaystyle s^{(i)}=A_{i}^{-1}f(x^{(i)})}
{\displaystyle x^{(i+1)}=x^{(i)}+s^{(i)}}